# Monster Hunter (Film)
Monster Hunter ist ein Fantasy-Film mit Milla Jovovich, der unter der Regie von Paul W. S. Anderson entstand und auf der gleichnamigen Videospielreihe basiert. Der Film kam am 30. Dezember 2020 in die US-amerikanischen Kinos und lief am 1. Juli 2021 in Deutschland an.

## Handlung
In einer alternativen Welt leben Menschen und viele Ungeheuer. Eine Gruppe von Menschen macht dort Jagd auf die Monster und tötet sie. Einer davon, Hunter, wird beim Angriff gehörnter, unter der Erde agierender Monstern (Diablos) auf das Schiff vom Rest seiner Mannschaft getrennt. 
Zeitgleich ist auf der Erde U.S. Army Ranger Captain Natalie Artemis mit ihrer kleinen Militärpatrouille in einer Wüste auf der Suche nach einer verschollenen Einheit, deren letzte Meldung abrupt abgerissen ist. Ein plötzlicher Sandsturm zieht die Patrouille samt Fahrzeugen durch ein Portal in die andere Welt. Dort finden sie die Überreste der vermissten Soldaten und deren Ausrüstung und werden von Hunter beobachtet. Die modernen Waffen der Ranger können nichts gegen den angreifenden Diablos ausrichten, zwei Soldaten werden getötet.
Die Überlebenden verstecken sich in einer Höhle, wo sie ein Rudel Riesenspinnen (Nerscylla) angreift und Artemis ein lähmendes Gift spritzen. Als sie in einer Nerscylla-Höhle aufwacht, findet sie ihr Team tot oder mit Spinneneiern infiziert vor. Sie flieht, indem sie die verfolgenden Monster in Brand setzt. An der Oberfläche trifft sie auf Hunter, mit dem sie sich erst einmal einen Kampf liefert. Schließlich beginnen sie, obwohl sie nur nonverbal kommunizieren können, widerwillig eine Zusammenarbeit. Artemis erfährt, dass die Portale vom Himmelsturm, einem Bauwerk am anderen Ende der Wüste, geschaffen werden. Um dorthin zu gelangen, müssen sie zuerst die Diablos töten. Hunter bringt Artemis bei, wie man mit seinen einzigartigen Klingenwaffen kämpft. Zusammen stellen sie dem Diablos eine Falle und töten ihn mit Nerscylla-Gift. Da Hunter dabei schwer verwundet wird, baut Artemis eine Behelfsbahre und zieht ihn durch die Wüste.
Sie erreichen eine Oase, in der Apceros, schildkrötenartigen Dinosauriern, die wie kreidezeitliche Ankylosaurus leben. Als ein drachenähnlicher, feuerspeiender Rathalos vorbeifliegt, werden diese in Panik versetzt. Artemis und Hunter werden vom Rest seiner Gruppe unter Führung des Admirals gerettet. Dieser hat von  vorhergehenden Besuchern von der Erde Englisch gelernt und erklärt Artemis, dass der Himmelsturm von der ersten Zivilisation gebaut wurde. Diese reisten zwischen den Welten hin und her und setzten die Monster zu ihrem Schutz ein. Da die Zivilisation inzwischen ausgestorben ist oder zumindest ihre technischen Fähigkeiten verloren hat, können die Portale nicht mehr kontrolliert werden und öffnen sich zufällig. Damit Artemis nach Hause auf die Erde zurückkehren kann, müssen sie erst die Rathalos töten, um gefahrlos die Portale zu erreichen.
Im darauf folgenden Kampf fällt Artemis durch ein Portal und kehrt zur Erde zurück, verfolgt von einem Rathalos. Doch auch Hunter ist ihr gefolgt und kann, nachdem er von Artemis geschwächt wurde, den tödlichen Schuss abgeben. Doch das Portal ist noch offen, neben dem Admiral wird es auch von einem weiteren Drachen, Gore Magala, passiert. Der Admiral merkt an, dass, solange das Portal offen bleibt, immer die Gefahr bestünde, dass Monster auf die Erde gelangen. Artemis kommt zu dem Schluss, dass es nun ihr vorrangiges Ziel ist, einen Weg zu finden, den Himmelsturm zu zerstören.
In einer Mid-Credit-Szene kommt Palico, ein katzenähnliches Mitglied der Gruppe des Admirals, auf der Erde an, um im Kampf gegen den Gore Magala zu helfen, während eine ominöse, verhüllte Gestalt den Kampf von der Spitze des Turms aus beobachtet.

## Produktion
2012 bekundete Paul W. S. Anderson Interesse, einen Film zu drehen, der in der Welt von Monster Hunter angesiedelt ist. Im September 2016 gab Ryozo Tsujimoto, Produzent von Capcom, auf der Tokyo Game Show bekannt, dass eine entsprechende Realverfilmung in Arbeit ist. Im November desselben Jahres wurden bekanntgegeben, dass die Filmrechte, nach jahrelangen Verhandlungen,  an Anderson und Produzent Jeremy Bolt vergeben wurden, die aus dem Stoff eine Filmreihe planen. Anderson fungiert für den ersten Film als Regisseur und Drehbuchautor.
Auf dem Cannes Film Festival 2018 gab Constantin bekannt, dass die Produktionsarbeiten bei einem Budget von 60 Millionen US-Dollar liegen, das vom Verleiher Constantin Film finanziert wird, im September 2018 in Südafrika vor allem in der Umgebung von Kapstadt stattfinden wird und dass Milla Jovovich für den Film gecastet wurde. Für die visuellen Effekte arbeitet das Studio Mr. X VFX. Für die Hauptrolle wurde Tony Jaa im September 2018 gecastet. Ebenfalls wurde der Rapper T.I. als Scharfschütze Link und Ron Perlman als anführender Admiral bekanntgegeben. Für den folgenden Monat, Oktober 2018, wurden der Drehbeginn angekündigt. Im selben Monat trat auch Diego Boneta den Cast bei.
Die Dreharbeiten begannen am 5. Oktober 2018 und sollen nach knapp über zwei Monaten am 19. Dezember 2018 enden. Die Waffen und die Settings sollen denen aus den Spielen gleichen. Nachdem der Film zunächst am 4. September 2020 erscheinen sollte, wurde der Starttermin im Zuge der COVID-19-Pandemie zunächst auf den 23. April 2021 verschoben. Später folgte die Ankündigung, dass der Film bereits am 30. Dezember 2020 in den US-amerikanischen Kinos anlaufen wird. In Deutschland sollte der Film zunächst ab dem 28. Januar 2021 zu sehen sein, bis der Starttermin auf den 1. Juli 2021 verschoben wurde.

## Kritiken
„Der bildgewaltige […] Actionfilm überzeugt mit feinem Gespür für die geografische und architektonische Gestaltung einer fremden Welt und dem dazugehörigen Spektakel im Kampf gegen die Monster.“

## Auszeichnungen
VES Awards 2021
- Nominierung für die Beste Simulation von Effekten in einem Realfilm[18]